# وودنیک (ازبکستان)
وودنیک (به ازبکی: Vodnik) یک منطقهٔ مسکونی در ازبکستان است که در قره‌قالپاقستان واقع شده‌است. وودنیک ۵٬۱۷۶ نفر جمعیت دارد.